# Таволара
Таволара (итал. и сард. Tavolara) — небольшой остров близ северо-восточного берега Сардинии в Тирренском море.

## География

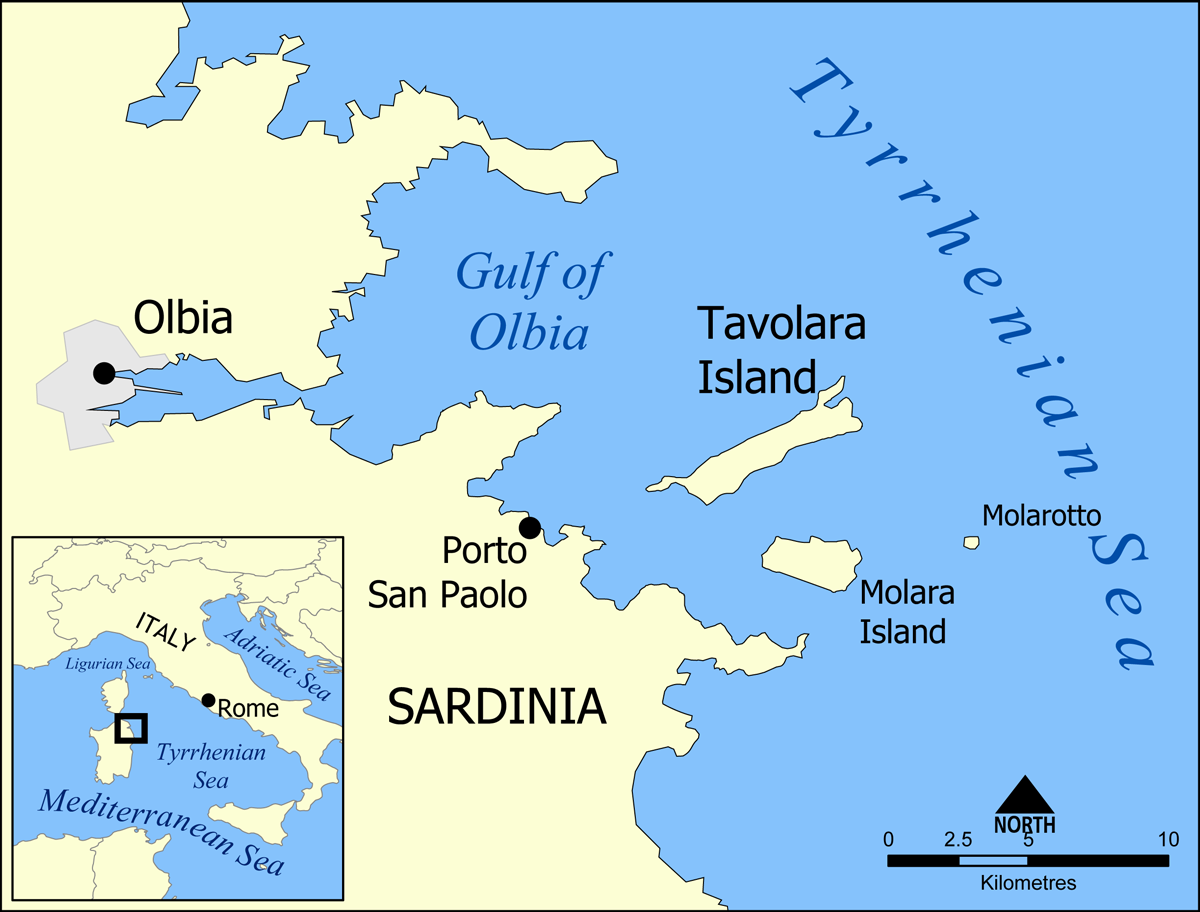
остров Таволара

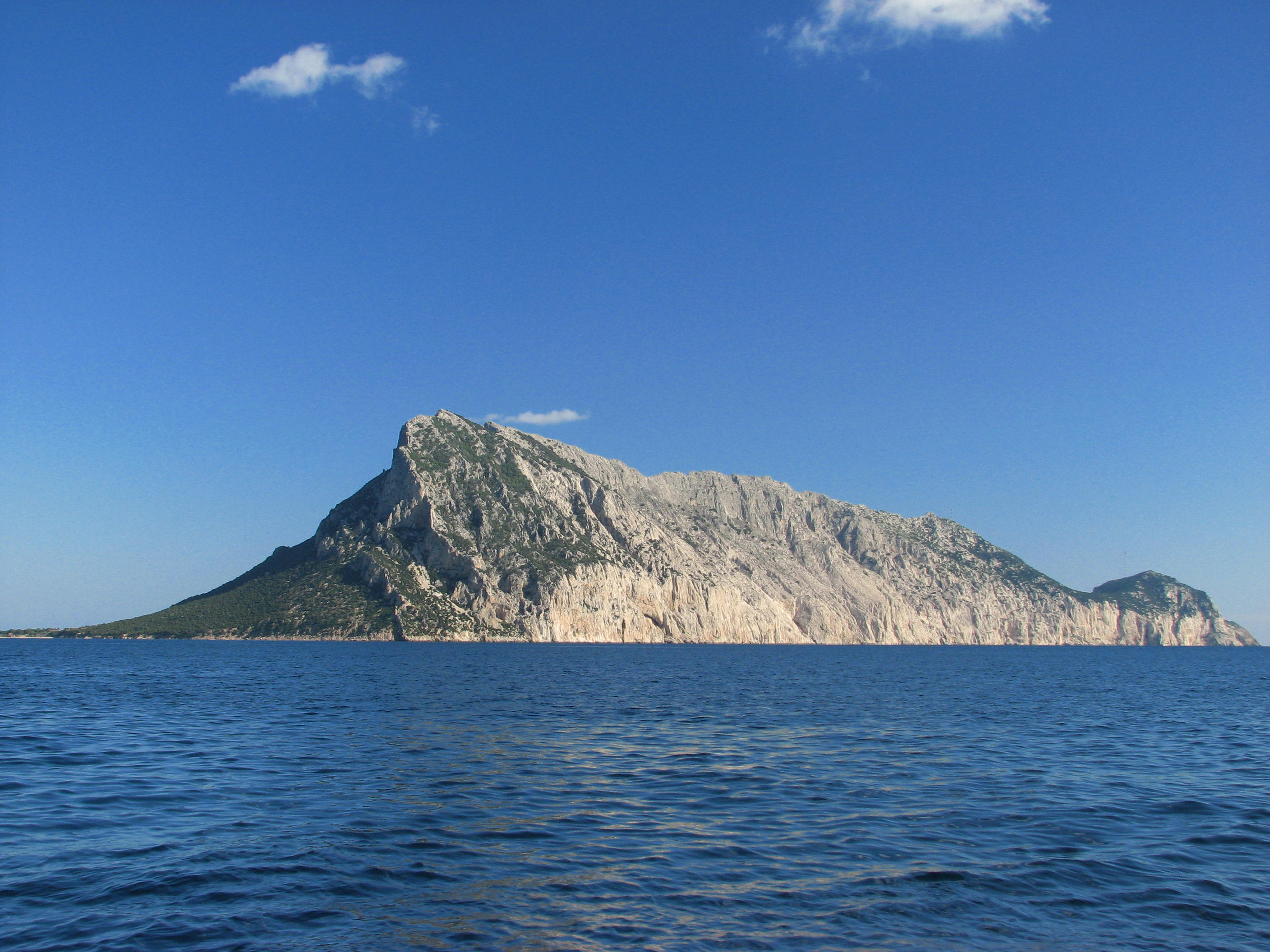
Таволара с юга

Остров представляет собой единичную скалу из известняка длиной 5 км и шириной 1 км, круто поднимающуюся из воды, за исключением оконечностей. Самая высокая точка — гора Монте Канноне высотой 565 м. Остров доступен на обоих своих концах, где расположены бухты Спалматоре ди Фуоре (северо-восток) и Спалматоре ди Терра (юго-запад). Рядом расположены острова Моларо и Моларотто.
Остров и окружающие его воды являются частью морского заповедника Таволара и Пунта Кода Кавалло, созданного в 1997 году, что накладывает дополнительные ограничения на посещение острова.

## История
В античные времена остров был известен как Гермея (Hermea), согласно преданию, здесь умер римский папа Понтиан, после изгнания в 235 году. Также остров отождествляют с островом Толар, бывшим базой арабов для нападения на побережье в 848—849 годах.
После возникновения королевства Сардинии, Таволара не вошла в его состав (задокументировано в 1767 году), оставаясь в собственности семьи Бертолеони.

## Королевство Таволара
В начале XIX века на острове поселился Джузеппе Бертолеони, живший здесь со своей семьёй. Джузеппе стал называть себя Королём Таволары.
В 1836 году король Сардинии Карл Альберт посетил остров и, по словам Джузеппе Бертолеони, признал его верховным и суверенным правителем. После смерти Джузеппе в 1845 году его сын унаследовал корону и стал Паоло I. При объединении Италии остров не вошел в её состав, а король Паоло стремился получить признание нового государства. В 1868 году правительство Италии соорудило маяк на северо-восточном берегу, заплатив Паоло 12 тысяч лир за аренду земли.
В 1900 году на остров прибыл фотограф по поручению королевы Великобритании Виктории, чтобы сделать портрет семейства Бертолеони для коллекции королевских портретов королевы Виктории. В 1903 году король Италии Виктор Эммануил III подписал договор о дружбе между странами.
Короля Карло I (1899—1928) сменил его сын Паоло II, который уехал за границу, оставив регентом свою тетку Марианджелу, однако и она в 1934 году покинула Италию. Её племянник Паоло все ещё называл себя королём до своей смерти в 1962 году, когда остров был занят под станцию НАТО, однако официально аннексия объявлена не была.
Нынешний потомок семьи Бертолеони, Тонино Бертолеони управляет рестораном «Da Tonino» на острове, его дела представляет принц Эрнесто Джеремия ди Таволара в Специи.

## Население

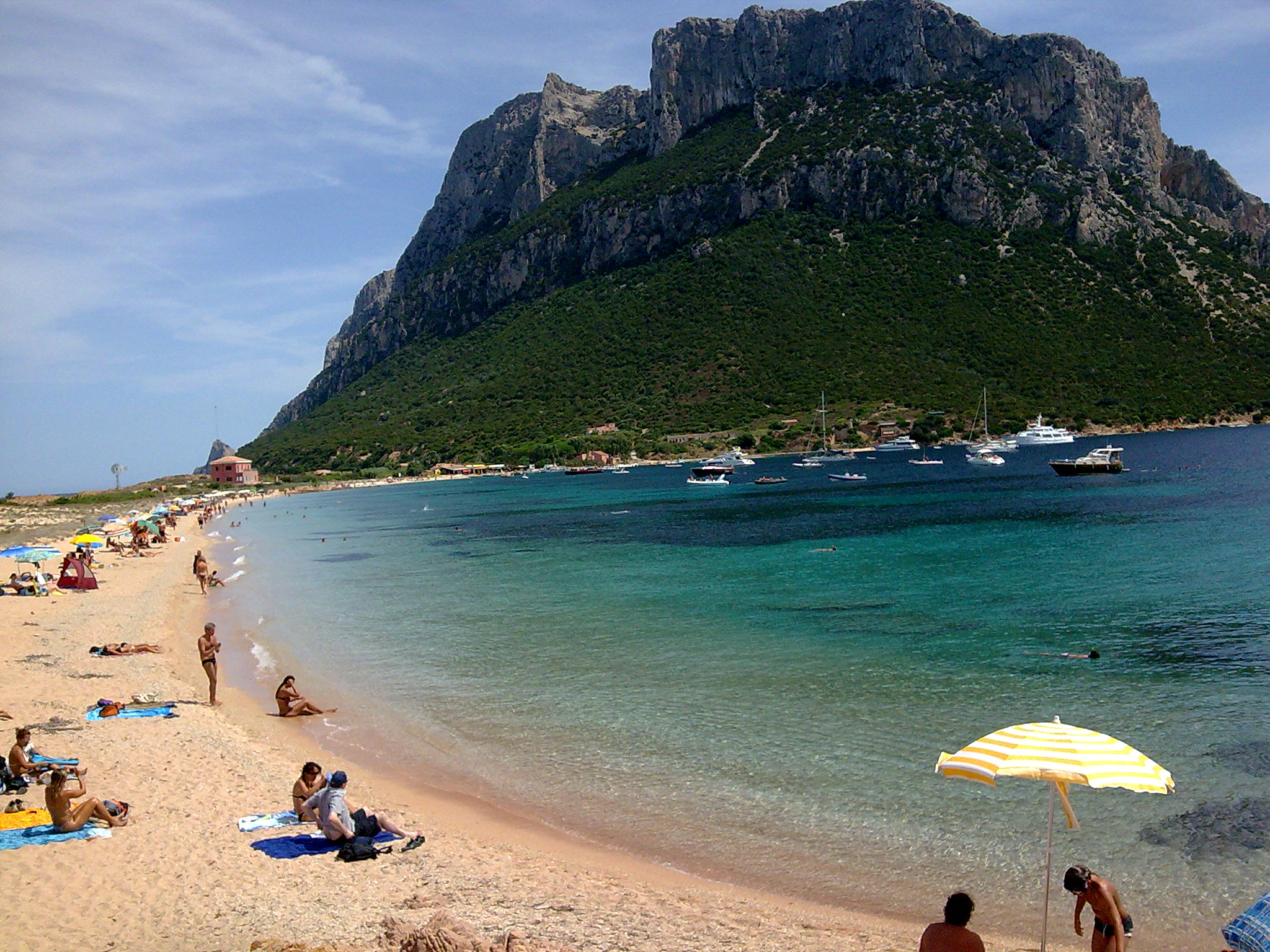
Пляж острова Таволара

В настоящее время остров населён несколькими семьями, имеет небольшое кладбище и летний ресторан. Самый близкий значительный город — Ольбия, а через неширокий пролив располагается рыбацкая деревушка Лоири-Порто-Сан-Паоло.
Акватория острова является популярным местом для дайвинга.

## Милитаризация острова
Большая часть населения была выселена в 1962 году, после сооружения РЛС НАТО. Больше половины острова занято военными. На Таволаре установлен СДВ передатчик ICV, который работает на частотах 20,27 кГц и 20,76 кГц и используется для связи с подводными лодками.